# Остерволде (Гелдерланд)
Остерволде (нід. Oosterwolde) — село в нідерландській провінції Гелдерланд. Входить до муніципалітету Олдебрук.
Його площа становить 28,90км², а населення станом на 2021 рік складало 2 465 осіб.
До 1818 року мало статус окремого муніципалітету.

## Галерея

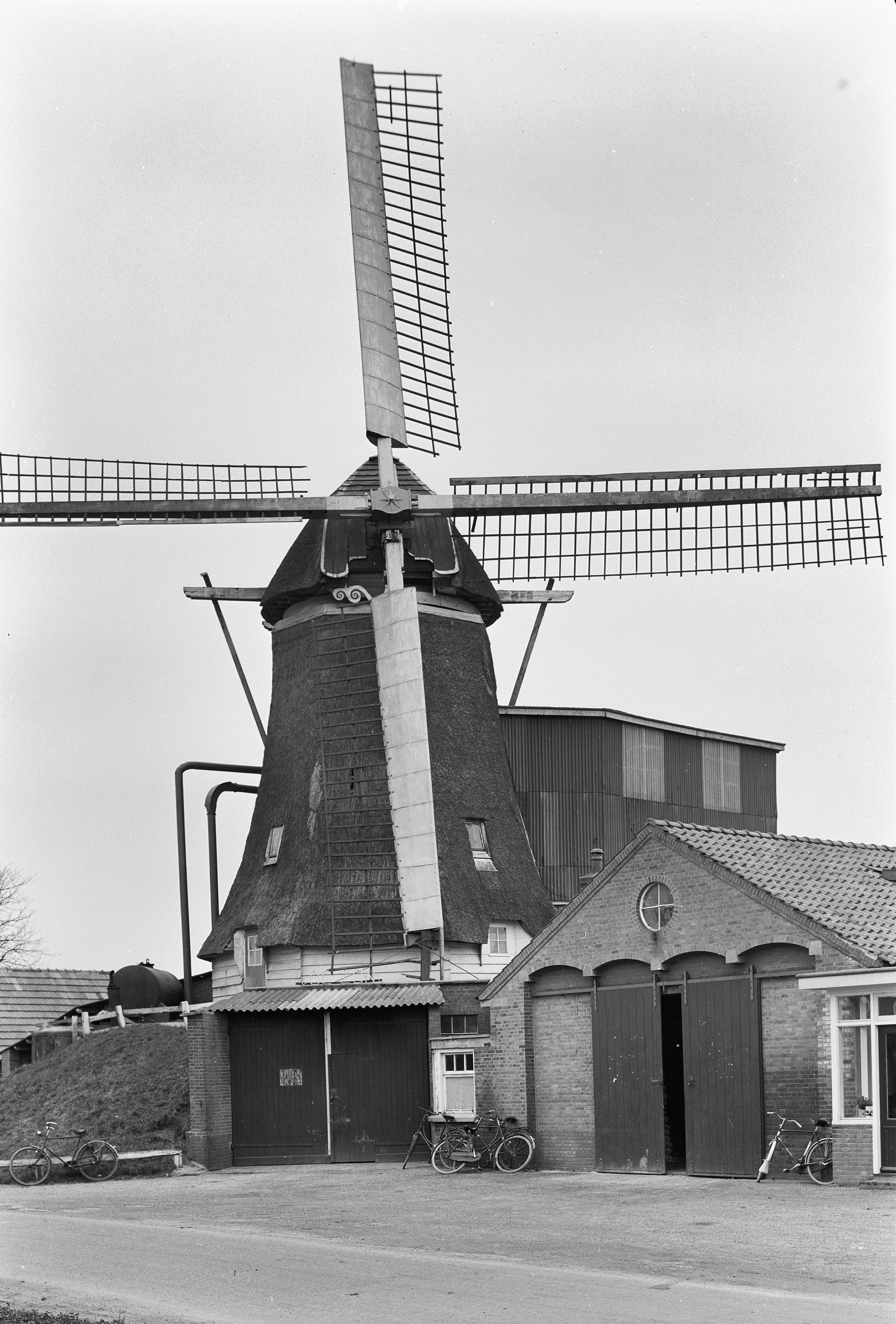
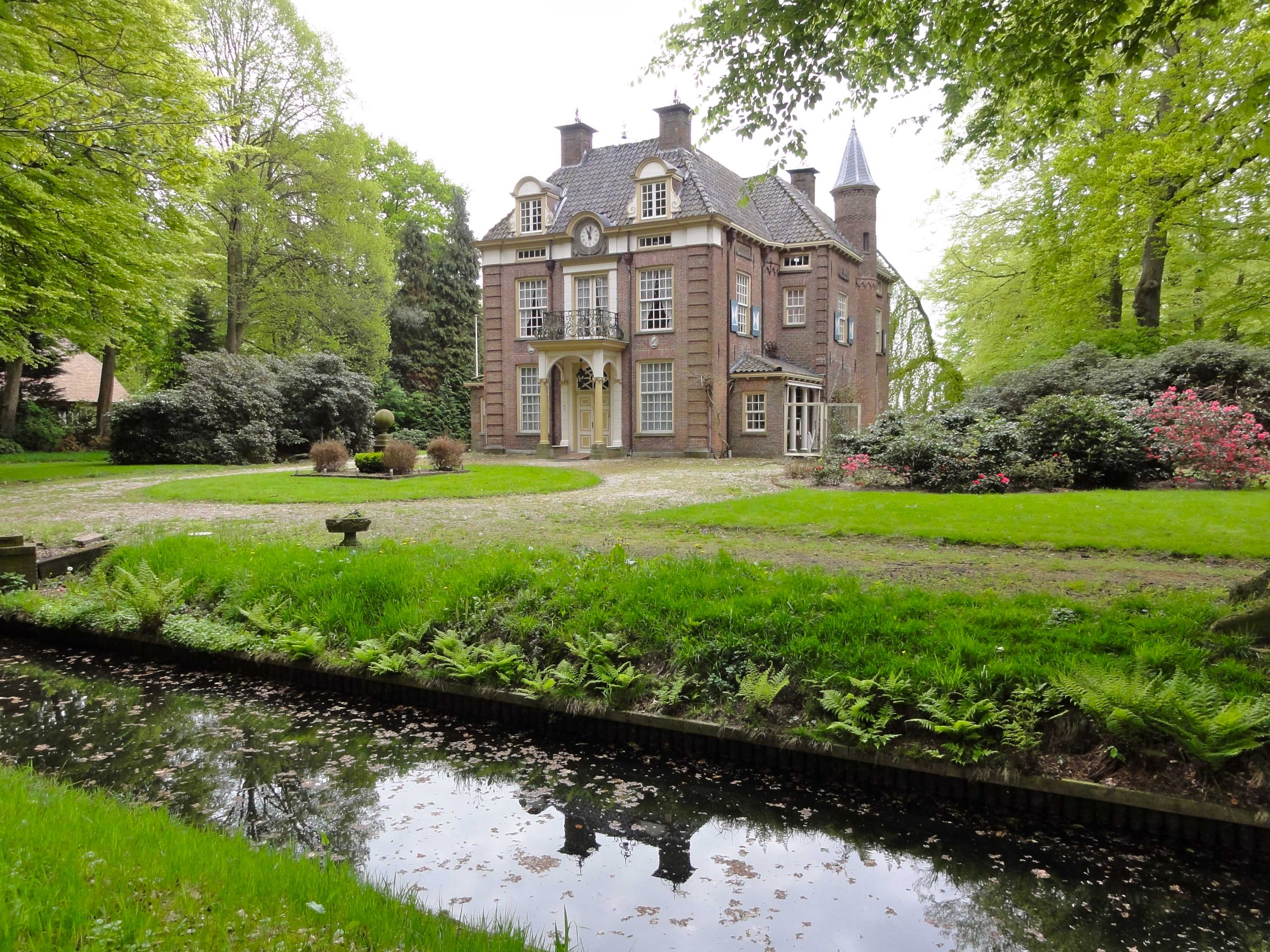
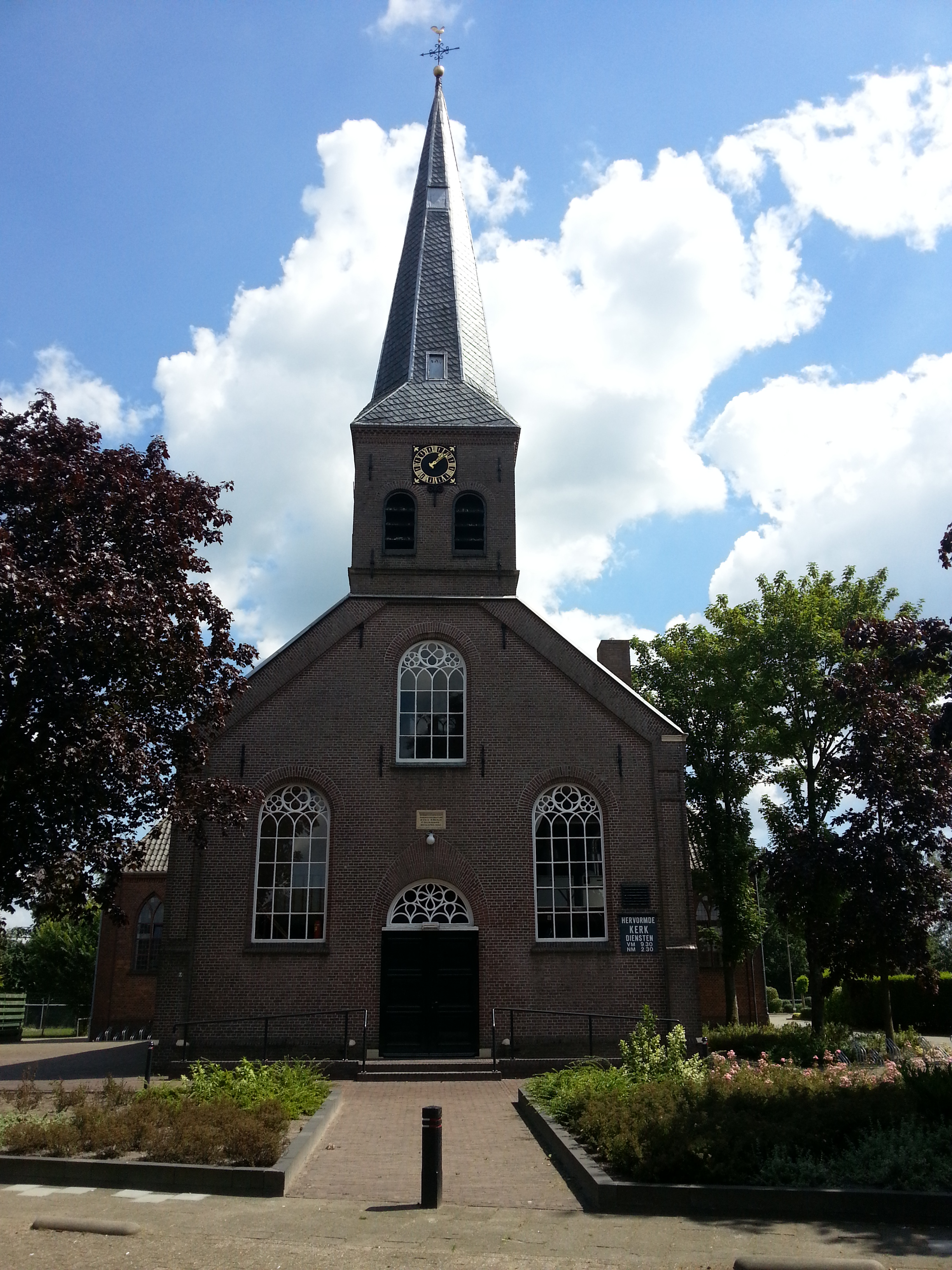